# Baby (film fra 2003)
 For alternative betydninger, se Baby (flertydig). (Se også artikler, som begynder med Baby)
Baby er en dansk film fra 2003, instrueret af Linda Wendel. Wendel har også skrevet manuskriptet med Kirsten Thorup efter en roman af sidstnævnte.
Filmens soundtrack blev indspillet af den danse rockgruppe Sort Sol.

## Medvirkende
- Maria Rich
- Line Kruse
- Jesper Christensen
- Ulrich Thomsen
- Nicolas Bro
- Jesper Lohmann
- Niels Skousen
- David Owe